# ギミー!ギミー!ギミー!
「ギミー!ギミー!ギミー!」(Gimme! Gimme! Gimme! (A Man After Midnight))は、スウェーデンの音楽グループ、ABBAの楽曲。北米とヨーロッパを廻るツアー中の1979年8月にレコーディングされた本曲は、ベスト盤『グレイテスト・ヒッツ　VOL.2』に新曲として収録され、シングルとしてもリリースされた。

## 解説
スペイン語ヴァージョンの「¡Dame! ¡Dame! ¡Dame!」も制作され、スペイン語アルバム『グラシアス・ポル・ラ・ムシカ』をプロモーションするために、ラテンアメリカやスペイン語圏でシングルカットされた。
2005年には世界的大ヒットとなったマドンナのシングル「ハング・アップ」で本曲がサンプリングされている。サンプリングするにあたってはマドンナがベニーとビョルンに手紙を書いて許可をもらった。
2022年にはリナ・サワヤマが「ディス・ヘル」で本曲のギター・リフをサンプリングしている。
ローリング・ストーンが選ぶ「最も素晴らしいABBAの曲」のランキングでは20位に選ばれた。

## チャート
| チャート (1979–1980)                            | 最高 順位 |
| ----------------------------------------------- | --------- |
| オーストラリア (ケント・ミュージック・レポート) | 8         |
| オーストリア (Ö3 Austria Top 40)                | 2         |
| ベルギー (Ultratop 50 Flanders)                 | 1         |
| デンマーク (IFPI)                               | 1         |
| ヨーロッパ (Eurochart Hot 100)                  | 1         |
| フィンランド (スオメン・ヴィラリネン・リスタ)   | 1         |
| アイルランド (IRMA)                             | 1         |
| 日本 (オリコン洋楽シングルチャート)             | 1         |
| 日本 (オリコン)                                 | 17        |
| オランダ (Dutch Top 40)                         | 2         |
| オランダ (Single Top 100)                       | 2         |
| ニュージーランド (Recorded Music NZ)            | 15        |
| ノルウェー (VG-lista)                           | 2         |
| 南アフリカ (Springbok Radio)                    | 16        |
| スウェーデン (Sverigetopplistan)                | 16        |
| スイス (Schweizer Hitparade)                    | 1         |
| UK シングルス (OCC)                             | 3         |
| 西ドイツ (GfK Entertainment charts)             | 3         |

| チャート (2022年)                             | 最高 順位 |
| --------------------------------------------- | --------- |
| カナダ デジタル・ソング・セールス (Billboard) | 46        |

| チャート (2024年)                       | 最高 順位 |
| --------------------------------------- | --------- |
| スウェーデン (スヴァリイェトプリストン) | 55        |

| チャート (1979年)                   | 最高順位 |
| ----------------------------------- | -------- |
| ベルギー (ウルトラトップ Flanders)  | 32       |
| フランス (IFOP)                     | 10       |
| オランダ (ネーダラントス・トップ40) | 42       |
| オランダ (シングル・トップ100)      | 57       |

| チャート (1980年)               | 最高順位 |
| ------------------------------- | -------- |
| ドイツ (Official German Charts) | 54       |